# Christine Schachenmann
Christine Schachenmann (* 1940 in Zürich) ist eine Schweizer Kunstmalerin.

## Leben
Aufgewachsen ist Schachenmann in Schaffhausen. Nach einem Architekturstudium an der Eidgenössischen Technischen Hochschule Zürich verbrachte sie ein Jahr in den USA. Sie hat einen Studienabschluss als Lehrerin. Sie hatte in den Jahren 1960–62 Malstunden mit Walter Jonas (Maler, Denker, Urbanist). Sie arbeitete am Intrapolis-Projekt mit. In den Jahren 1963/64 lehrte sie in der Schweiz. Schachenmann absolvierte 1965–66 ein Studium an der École des Arts Décoratifs in Strasbourg. Sie war 1966–69 in Meisterklasse von W. Hutter an der Hochschule für Angewandte Kunst in Wien. Schachenmann heiratete 1971 K. Kandler und liess sich in Wien nieder. Drei Jahre später, 1974, wurde ihre Tochter Isabelle geboren.

## Gemeinschaftsausstellungen
- Grand Palais Paris
- Wanderausstellung der Phantastischen Realisten unter dem Patronat der Österreichischen Botschaft in Kuwait und Teheran
- Weitere Ausstellungen in Küsnacht, Zürich, Wien, Basel, Bern, Untergrub

## Einzelausstellungen
- Wien, Schaffhausen, Stein am Rhein, Strassburg, Heiden/Appenzell, St. Leonhard
- 1. Preisträgerin des internationalen Malwettbewerbs 2005 Semmering.

| Personendaten    | Personendaten           |
| ---------------- | ----------------------- |
| NAME             | Schachenmann, Christine |
| KURZBESCHREIBUNG | Schweizer Kunstmalerin  |
| GEBURTSDATUM     | 1940                    |
| GEBURTSORT       | Zürich                  |